# دکو
اندرسون لوییس دِ سوزا زادهٔ ۲۷ اوت ۱۹۷۷ شناخته شده با نام دکو، بازیکن فوتبال حرفه‌ای است که برای بارسلونا، پورتو، چلسی و تیم ملی فوتبال پرتغال بازی می‌کرد. وی در تاریخ ۲۶/۰۷/۲۰۱۳ از فوتبال خداحافظی کرد. دلیل خداحافظی او مصدومیت‌های پی در پی اعلام شد.
دکو یکی از معدود بازیکنانی است که با دو باشگاه مختلف، یعنی پورتو در سال 2004 و بارسلونا در سال 2006، قهرمان لیگ قهرمانان اروپا شده است. او در فصل قهرمانی پورتو در لیگ قهرمانان اروپا، به عنوان بهترین بازیکن باشگاهی سال یوفا و بهترین هافبک یوفا انتخاب شد و همچنین در فینال لیگ قهرمانان اروپا در سال 2004 به عنوان بهترین بازیکن زمین برگزیده شد. دکو اولین بازیکنی بود که جایزه بهترین هافبک یوفا را با دو باشگاه مختلف، پورتو و بارسلونا، به دست آورد. او در جام باشگاه‌های جهان 2006 توپ طلایی و جایزه بهترین بازیکن مسابقه فینال را با وجود شکست مقابل اینترناسیونال دریافت کرد.
دکو در سال 2002 پس از گذراندن پنج سال اقامت در پرتغال، تابعیت این کشور را دریافت کرد و متعاقباً تصمیم گرفت در سطح بین‌المللی برای تیم ملی پرتغال بازی کند. او 75 بازی ملی برای پرتغال انجام داد و در دو دوره جام ملت‌های اروپا و دو دوره جام جهانی فوتبال به میدان رفت، به فینال یورو 2004 رسید و در جام جهانی 2006 به مقام چهارم دست یافت. وی در جام‌جهانی ۲۰۰۶ آلمان مقابل ایران موفق به گل‌زنی شده‌است.